# Monument aux héros de la Première Guerre mondiale à Azov
Monument aux héros de la Première Guerre mondiale, est un monument qui se situe dans la ville d'Azov dans l'oblast de Rostov en Russie. La sculpture est édifiée en mémoire des soldats de l'armée impériale russe tombés au champ d'honneur lors de la Première Guerre mondiale. Il a été inauguré en 2014 et est situé sur le boulevard Petrovski.

## Histoire
Environ 125 000 soldats de la région du Don, formés de soixante régiments de cavalerie, trente-trois batteries d'artillerie, six bataillons d'infanterie, cinq régiments de réserve, trois batteries d'artillerie de réserve et plus ont pris part aux batailles de la Première Guerre mondiale. Ils ont participé à presque toutes les grandes opérations sur le front russe.
L'anniversaire du début de la guerre a suscité l'intérêt du public dans la ville d'Azov pour commémorer la mémoire de ses héros. Les travaux sur le monument à Azov ont commencé en 2012. La sculpture a été coulée en février 2014.
L'inauguration du monument a eu lieu le 30 juillet 2014.